# Parafia Niepokalanego Poczęcia Najświętszej Maryi Panny w Udziale
Parafia Niepokalanego Poczęcia Najświętszej Maryi Panny w Udziale (biał. Парафія Беззаганнага Зачацця Найсвяцейшай Панны Марыі у Удзела) – parafia rzymskokatolicka w Udziale na Białorusi. Należy do Dekanatu głębockiego diecezji witebskiej. Została utworzona w 1727 roku.

## Historia
Fundatorem pierwszego, drewnianego kościoła i klasztoru, był w 1642 roku wojewoda mścisławski Józef Korsak Głębocki z małżonką Marianną ze Szwejkowskich. Przy kościele funkcjonowała parafia, w której za potwierdzeniem króla Władysława IV Wazy, 21 sierpnia 1643 roku objęli duszpasterstwo Franciszkanie. Pod koniec XVIII wieku ukończono budowę nowej, murowanej świątyni.
Po upadku powstania listopadowego i kasacie miejscowego klasztoru w 1851 r., obsługę parafii przejęli księża diecezjalni. W latach 1882–1899 proboszczem parafii był ks. Franciszek Rogala-Zawadzki, którego staraniem odnowiono kościół i plebanię, w miejscu ruin klasztoru wybudowano nowe zabudowania gospodarcze oraz założono sad owocowy składający się z 800 drzew.
W 1910 roku parafia liczyła 2978 wiernych.
Po zakończeniu II wojny światowej budynek kościoła przeznaczono na magazyn, natomiast w zabudowaniach klasztornych ulokowano szkołę i mieszkania dla nauczycieli. Dzięki zabiegom parafian w 1989 roku świątynia została zwrócona katolikom. Oba budynki - kościół i klasztor-plebania - zostały wyremontowane pod kierownictwem ks. prał. Józefa Bułki, który przez kolejną dekadę sprawował w Udziale duszpasterstwo.

## Obecnie
Franciszkanie powrócili do Udziału w 2000 roku. Obecnie, oprócz głównej świątyni parafialnej w tej miejscowości, pracują też w parafii w Piotrowszczyźnie. Parafia posiada kaplicę filialną p.w. Zesłania Ducha Świętego w Papszycach. Nabożeństwa odbywają się również w prywatnym domu w Babiczach.
W parafii funkcjonuje wspólnota Żywego Różańca, ministranci, Franciszkański Zakon Świeckich, chór dziecięcy i dorosłych, Rycerstwo Niepokalanej, katechetyczna grupa dorosłych, grupa AA.
Na terenie parafii znajdują się cmentarze w miejscowościach: Udział, Łozicze, Papszyce, Bierwiaki.

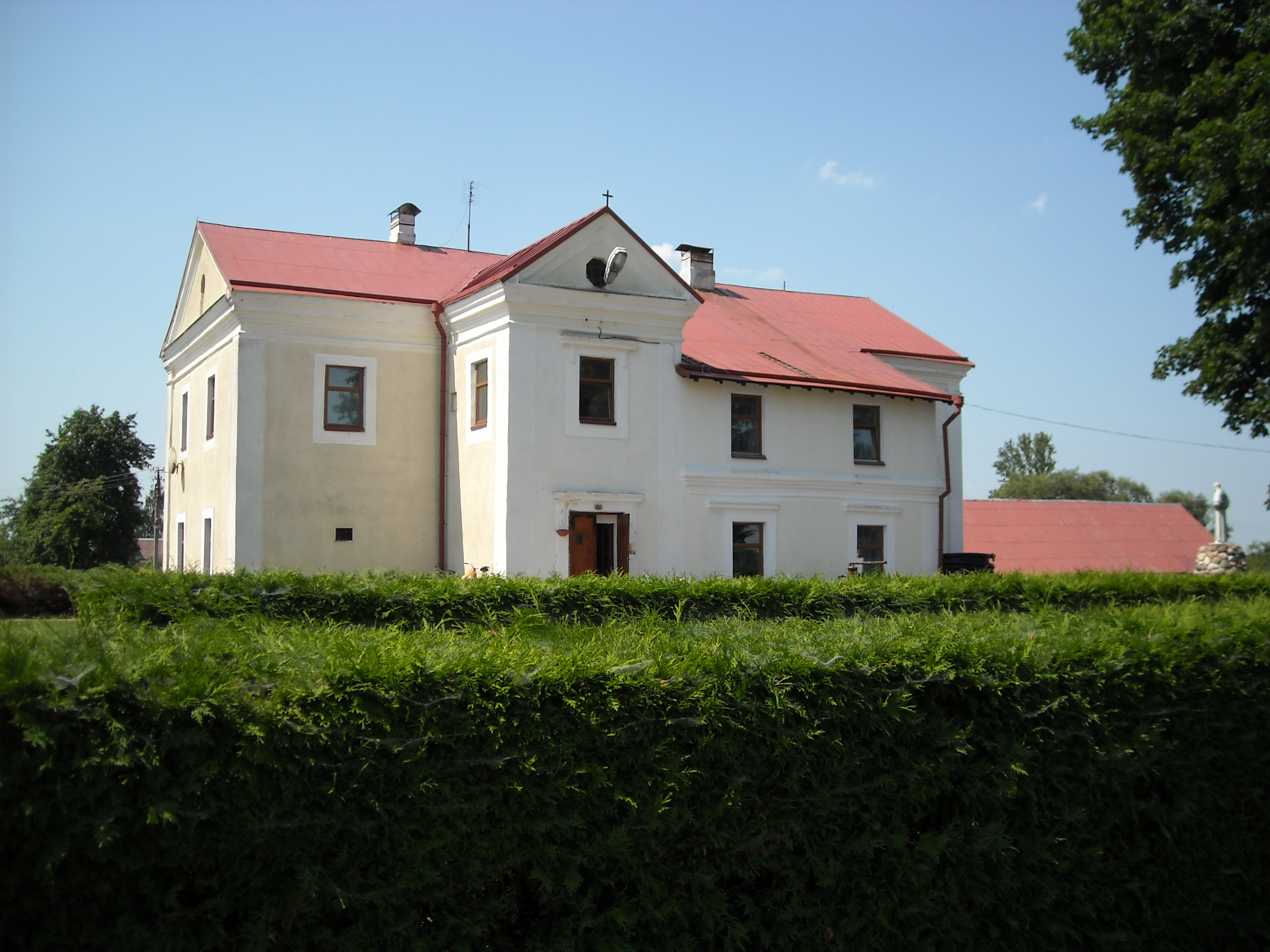
Klasztor Franciszkanów

## Proboszczowie parafii

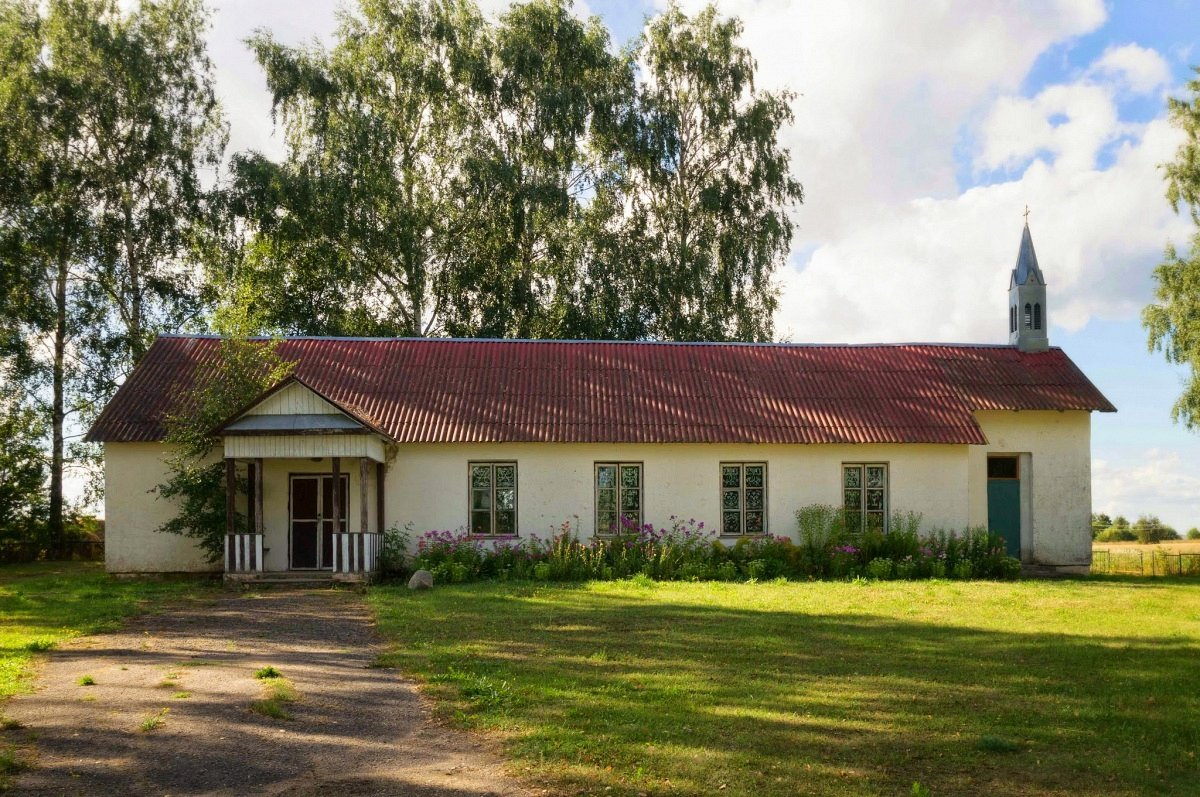
Kaplica filialna Zesłania Ducha Świętego w Papszycach

| imię i nazwisko                | daty urzędowania |
| ------------------------------ | ---------------- |
| Ks. Michał Piotrowicz          | – 1881           |
| Ks. Franciszek Rogala-Zawadzki | 1882 – 1899      |
| Ks. Franciszek Oleszkiewicz    | 1922-1939(42)    |
| Ks. Józef Bułka                |                  |
| o. Jarosław Banasiak OFMConv.  |                  |